# Костел Святого Вінсента де Поля (Харків)
Костел Святого Вікентія де Поля — костел Римо-католицької церкви в Харкові (Україна). Належить Харківсько-Запорізькій дієцезії. Церквою керує чернечий орден Лазаристів (Вікентійців).

## Історія
У 1992 році приїжджають до Харкова запрошені настоятелем о. Юрієм Зімінським черниці Ордена сестер Милосердя св. Вікентія де Поля: с. Анеля і с. Богуслава. 26 грудня 1993 року група харківських римо-католіків на чолі з о. Юрієм Зімінським вирушає на Салтівку, щоб помолитися про створення там нового католицького приходу. Священик закопує в землю чудотворний медальйон Божої Матері, яка з'явилася в 1830 року у Парижі Катерині Лабуре. У серпні 1995 року приїжджають до Харкова двоє священиків з Ордена Отців місіонерів св. Вікентія де Поля: о. Яцек Дубіцкий, СМ, о. Ян Тшоп, СМ, а у вересні — о. Ярослав Яшшо, СМ. 
З часом тут постали споруди парафіяльного будинку, соціальниого центра і храму св. Вікентія де Поля. Численну частину місцевих парафіян складає африканська спільнота, тому в Святій Месі переплітаються українська, російська, польська, англійська та французька мови. З 1995 року парафію обслуговують оо.-місіонери (згромадження Отців Місіонерів св. Вікентія де Поля), з 1996 року працюють сестри-шаритки (згромадження Сестер Милосердя св. Вікентія де Поля). 

## Діяльність храму
На цей час в приході діють: 
- міжнародна Асоціація милосердя АІС;
- добродійна організація «Деполь-Харків», що надає допомогу і підтримку дітям вулиці, бездомним, дітям-сиротам з притулків і дитячих будинків, дітям з кризових сімей;
- група продовженого дня «Оазис надії», під патронажем отцов вікентійцов і АІС.

## Літургії
Порядок проведення літургій:
30 хвилин перед святою месою молитва розарія та можливість святої сповіді
| День тижня | Мова       | Час   |
| ---------- | ---------- | ----- |
| Понеділок  | українська | 08:00 |
| Вівторок   | українська | 08:00 |
| Середа     | укаїнська  | 08:00 |
| Четвер     | українська | 08:00 |
| П'ятниця   | українська | 08:00 |
| Субота     | українська | 08:00 |
| Субота     |            |       |
| Неділя     | українська | 09:00 |
| Неділя     |            |       |
| Неділя     |            |       |
| Неділя     |            |       |
| Неділя     |            |       |